# Roll On (álbum de JJ Cale)
Roll On es el decimocuarto y último álbum de estudio del músico estadounidense JJ Cale, publicado por la compañía discográfica Because Music en febrero de 2009. El álbum, el primer disco de estudio de Cale en cinco años desde el lanzamiento de To Tulsa and Back, contó con la colaboración de Eric Clapton en la canción «Roll On». Fue el último disco publicado por Cale antes de su fallecimiento en 2013 a causa de un infarto. Antes de su muerte, Cale volvió a colaborar con Clapton en el álbum Old Sock, la cual supuso su última participación en una sesión de grabación.
Roll On alcanzó el puesto 131 en la lista estadounidense Billboard 200. 

## Lista de canciones
Todas las canciones escritas y compuestas por JJ Cale excepto donde se anota. 
| N.º | Título                      | Duración |  |
| 1.  | «Who Knew»                  | 3:30     |  |
| 2.  | «Former Me»                 | 2:48     |  |
| 3.  | «Where the Sun Don't Shine» | 3:07     |  |
| 4.  | «Down to Memphis»           | 3:05     |  |
| 5.  | «Strange Days»              | 3:10     |  |
| 6.  | «Cherry Street»             | 3:43     |  |
| 7.  | «Fonda-Lina»                | 3:20     |  |
| 8.  | «Leaving in the Morning»    | 2:37     |  |
| 9.  | «Oh Mary»                   | 3:34     |  |
| 10. | «Old Friend»                | 3:55     |  |
| 11. | «Roll On»                   | 4:43     |  |
| 12. | «Bring Down the Curtain»    | 2:51     |  |

## Posición en listas
| País           | Lista                   | Posición |
| -------------- | ----------------------- | -------- |
| Alemania       | Media Control Charts    | 32       |
| Austria        | Austrian Top 75 Albums  | 62       |
| Estados Unidos | Billboard 200           | 131      |
| Nueva Zelanda  | New Zealand Music Chart | 29       |
| Suecia         | Swedish Albums Chart    | 21       |
| Suiza          | Swiss Music Charts      | 53       |